# Estados-membros da OTAN

Membros atuais da OTAN destacados em azul.

Linha do tempo de adesões à OTAN até 2024. Países em azul escuro são os que já eram membros no ano dado. Em azul claro se destacam as novas adesões do ano.

Países membros da OTAN
Federação Russa

A OTAN (Organização do Tratado do Atlântico Norte) é uma aliança internacional que consiste em 32 estados membros da Europa, América do Norte e Ásia. Foi estabelecida com a assinatura do Tratado do Atlântico Norte em 4 de abril de 1949. O Artigo Quinto do tratado estabelece que se ocorrer um ataque armado contra um dos Estados membros, este será considerado um ataque contra todos os membros, e os outros membros prestarão assistência ao membro atacado, com forças armadas, se necessário.
Dos 32 países membros, 29 estão localizados na Europa, dois na América do Norte e um na Ásia. Todos os membros têm forças armadas, exceto a Islândia, que não tem um exército típico (mas tem uma guarda costeira e uma pequena unidade de especialistas civis para as operações da OTAN).
Três dos estados membros têm armas nucleares: França, Reino Unido e Estados Unidos.
Os doze membros fundadores da Organização foram: Bélgica, Canadá, Dinamarca, Estados Unidos, França, Islândia, Itália, Luxemburgo, Noruega, Países Baixos, Portugal e Reino Unido. Nos anos 1950, mais três países foram incluídos: Grécia e Turquia, em 1952, e Alemanha Ocidental, em 1955. A Espanha ingressou em 1982. Após o fim da Guerra Fria, mais 14 países foram adicionados, sendo  três antigos membros do Pacto de Varsóvia (Hungria, República Tcheca e Polônia), que aderiram em 1999 (convidados em 1997). Em 1990, com a reunificação da Alemanha, o território da antiga Alemanha Oriental foi incorporado à Alemanha.
Em maio de 2000, os três países do Báltico e mais sete da Europa Oriental formaram o grupo de Vilnius, a fim de pressionar pelo ingresso do grupo, na OTAN. Em 2004, Bulgária, Estônia, Letônia, Lituânia, Romênia, Eslováquia e Eslovênia tiveram seu ingresso aprovado; em 2009, foi a vez da Albânia e da Croácia; em 2020, a Macedônia do Norte. Montenegro aderiu em 2017; e em 2023, a Finlândia e em 2024 a Suécia.

## Fundação e expansão
A OTAN adicionou novos membros nove vezes desde sua fundação em 1949, com um total atual de 32 membros. Doze países participaram da fundação da OTAN: Bélgica, Canadá, Dinamarca, França, Islândia, Itália, Luxemburgo, Holanda, Noruega, Portugal, Reino Unido e Estados Unidos. Em 1952, a Grécia e a Turquia tornaram-se membros da aliança, a que se juntaram posteriormente a Alemanha Ocidental (em 1955) e a Espanha (em 1982). Em 1990, com a reunificação da Alemanha, a OTAN cresceu para incluir o antigo país da Alemanha Oriental. Entre 1994 e 1997, foram criados fóruns mais amplos de cooperação regional entre a OTAN e os seus vizinhos, incluindo a Parceria para a Paz, a iniciativa Diálogo Mediterrâneo e o Conselho de Parceria Euro-Atlântico. Em 1997, três ex-países do Pacto de Varsóvia, Hungria, República Tcheca e Polônia, foram convidados a aderir à OTAN. Após este quarto alargamento em 1999, o grupo de Vilnius dos países bálticos e sete países da Europa de Leste formaram-se em Maio de 2000 para cooperar e fazer lobby por mais adesão à OTAN. Sete desses países aderiram ao quinto alargamento em 2004. Os Estados Adriáticos Albânia e Croácia aderiram ao sexto alargamento em 2009, Montenegro em 2017 e Macedónia do Norte em 2020. Em 2023, foi a vez da Finlândia aderir a organização. Em 2024, a Suécia entrou para a organização.

## Países membros
| Bandeira                   | Mapa                                                         | País membro        | Capital          | Admissão                | População   | Área                            |
| -------------------------- | ------------------------------------------------------------ | ------------------ | ---------------- | ----------------------- | ----------- | ------------------------------- |
| Flag of Albania            | Map showing Albania in an orthographic projection            | Albânia            | Tirana           | 1 de abril de 2009      | 3 088 385   | 28 748 km2 (11 100 sq mi)       |
| Flag of Germany            | Map showing Germany in an orthographic projection            | Alemanha           | Berlim           | 8 de maio de 1955       | 79 903 481  | 357 022 km2 (137 847 sq mi)     |
| Flag of Belgium            | Map showing Belgium in an orthographic projection            | Bélgica            | Bruxelas         | 24 de agosto de 1949    | 11 778 842  | 30 528 km2 (11 787 sq mi)       |
| Flag of Bulgaria           | Map showing Bulgaria in an orthographic projection           | Bulgária           | Sófia            | 29 de março de 2004     | 6 919 180   | 110 879 km2 (42 811 sq mi)      |
| Flag of Canada             | Map showing Canada in an orthographic projection             | Canadá             | Ottawa           | 24 de agosto de 1949    | 37 943 231  | 9 984 670 km2 (3 855 103 sq mi) |
| Flag of the Czech Republic | Map showing the Czech Republic in an orthographic projection | Chéquia            | Praga            | 12 de março de 1999     | 10 702 596  | 78 867 km2 (30 451 sq mi)       |
| Flag of Croatia            | Map showing Croatia in an orthographic projection            | Croácia            | Zagrebe          | 1 de abril de 2009      | 4 208 973   | 56 594 km2 (21 851 sq mi)       |
| Flag of Denmark            | Map showing Denmark in an orthographic projection            | Dinamarca          | Copenhague       | 24 de agosto de 1949    | 5 894 687   | 42 943 km2 (16 580 sq mi)       |
| Flag of Slovakia           | Map showing Slovakia in an orthographic projection           | Eslováquia         | Bratislava       | 29 de março de 2004     | 5 436 066   | 49 035 km2 (18 933 sq mi)       |
| Flag of Slovenia           | Map showing Slovenia in an orthographic projection           | Eslovénia          | Liubliana        | 29 de março de 2004     | 2 102 106   | 20 273 km2 (7 827 sq mi)        |
| Flag of Spain              | Map showing Spain in an orthographic projection              | Espanha            | Madrid           | 30 de maio de 1982      | 47 260 584  | 505 370 km2 (195 124 sq mi)     |
| Flag the United States     | Map showing the United States in an orthographic projection  | Estados Unidos     | Washington. D.C. | 24 de agosto de 1949    | 334 998 398 | 9 833 520 km2 (3 796 743 sq mi) |
| Flag of Estonia            | Map showing Estonia in an orthographic projection            | Estônia            | Talim            | 29 de março de 2004     | 1 220 042   | 45 228 km2 (17 463 sq mi)       |
| Flag of Finland            | Map showing Finland in an orthographic projection            | Finlândia          | Helsínquia       | 4 de abril de 2023      | 5 524 574   | 338 145 km2 (130 559 sq mi)     |
| Flag of France             | Map showing France in an orthographic projection             | França             | Paris            | 24 de agosto de 1949    | 68 084 217  | 643 427 km2 (248 429 sq mi)     |
| Flag of Greece             | Map showing Greece in an orthographic projection             | Grécia             | Atenas           | 18 de fevereiro de 1952 | 10 569 703  | 131 957 km2 (50 949 sq mi)      |
| Flag of Hungary            | Map showing Hungary in an orthographic projection            | Hungria            | Budapeste        | 12 de março de 1999     | 9 728 337   | 93 028 km2 (35 918 sq mi)       |
| Flag of Iceland            | Map showing Iceland in an orthographic projection            | Islândia           | Reiquiavique     | 24 de agosto de 1949    | 354 234     | 103 000 km2 (39 769 sq mi)      |
| Flag of Italy              | Map showing Italy in an orthographic projection              | Itália             | Roma             | 24 de agosto de 1949    | 62 390 364  | 301 340 km2 (116 348 sq mi)     |
| Flag of Latvia             | Map showing Latvia in an orthographic projection             | Letônia            | Riga             | 29 de março de 2004     | 1 862 687   | 64 589 km2 (24 938 sq mi)       |
| Flag of Lithuania          | Map showing Lithuania in an orthographic projection          | Lituânia           | Vilnius          | 29 de março de 2004     | 2 711 566   | 65 300 km2 (25 212 sq mi)       |
| Flag of Luxembourg         | Map showing Luxembourg in an orthographic projection         | Luxemburgo         | Luxemburgo       | 24 de agosto de 1949    | 639 589     | 2 586 km2 (998 sq mi)           |
| Flag of North Macedonia    | Map showing North Macedonia in an orthographic projection    | Macedónia do Norte | Escópia          | 27 de março de 2020     | 2 128 262   | 25 713 km2 (9 928 sq mi)        |
| Flag of Montenegro         | Map showing Montenegro in an orthographic projection         | Montenegro         | Podgoritza       | 5 de junho de 2017      | 607 414     | 13 812 km2 (5 333 sq mi)        |
| Flag of Norway             | Map showing Norway in an orthographic projection             | Noruega            | Oslo             | 24 de agosto de 1949    | 5 509 591   | 323 802 km2 (125 021 sq mi)     |
| Flag of the Netherlands    | Map showing the Netherlands in an orthographic projection    | Países Baixos      | Amesterdão       | 24 de agosto de 1949    | 17 337 403  | 41 543 km2 (16 040 sq mi)       |
| Flag of Poland             | Map showing Poland in an orthographic projection             | Polónia            | Varsóvia         | 12 de março de 1999     | 38 185 913  | 312 685 km2 (120 728 sq mi)     |
| Flag of Portugal           | Map showing Portugal in an orthographic projection           | Portugal           | Lisboa           | 24 de agosto de 1949    | 10 263 850  | 92 090 km2 (35 556 sq mi)       |
| Flag of the United Kingdom | Map showing the United Kingdom in an orthographic projection | Reino Unido        | Londres          | 24 de agosto de 1949    | 67 081 000  | 243 610 km2 (94 058 sq mi)      |
| Flag of Romania            | Map showing Romania in an orthographic projection            | Romênia            | Bucareste        | 29 de março de 2004     | 21 230 362  | 238 391 km2 (92 043 sq mi)      |
| Flag of Sweden             | Map showing Sweden in an orthographic projection             | Suécia             | Estocolmo        | 7 de março de 2024      | 10 540 886  | 450 295 km2 (173 860 sq mi)     |
| Flag of Turkey             | Map showing Turkey in an orthographic projection             | Turquia            | Ancara           | 18 de fevereiro de 1952 | 82 482 383  | 783 562 km2 (302 535 sq mi)     |

## Gastos militares
Os Estados Unidos têm gastos militares mais significativos do que todos os outros membros juntos. As críticas ao fato de muitos Estados membros não estarem contribuindo com sua parte justa de acordo com o acordo internacional feitas pelo então presidente dos EUA, Donald Trump, causaram várias reações de figuras políticas americanas e europeias, que vão do ridículo ao pânico.
A pesquisa de 2016 do Pew Research Center entre seus estados membros mostrou que, embora a maioria dos países visse a OTAN positivamente, a maioria dos membros da OTAN preferia manter seus gastos militares tais como estão.
A resposta sobre se seu país deveria ajudar militarmente outro país da OTAN se entrasse em um sério conflito militar com a Rússia também foi mista. Aproximadamente metade ou menos em seis dos oito países pesquisados dizem que seu país deveria usar força militar se a Rússia atacar um país vizinho que é aliado da Otan. Pelo menos metade em três dos oito países da OTAN dizem que seu governo não deveria usar força militar em tais circunstâncias. A oposição mais forte à resposta de guerra está na Alemanha (58%), seguida pela França (53%) e Itália (51%). Mais da metade dos americanos (56%) e canadenses (53%) estão dispostos a responder à agressão militar russa contra um país companheiro da OTAN. Uma pluralidade de britânicos (49%) e poloneses (48%) também cumpriria seu compromisso do Artigo 5. E os espanhóis estão divididos sobre o assunto: 48% apoiam, 47% se opõem.
| Estado-membro      | População   | PIB (nominal) | Gastos militares (US$) | Gastos militares (US$) | Gastos militares (US$) | Militares |
| Estado-membro      | População   | PIB (nominal) | Em mihões              | % PIB real             | Per capita             | Militares |
| ------------------ | ----------- | ------------- | ---------------------- | ---------------------- | ---------------------- | --------- |
| Albânia            | 3 074 579   | 16,75         | 198                    | 1,26                   | 58                     | 6 800     |
| Alemanha           | 83 190 556  | 4 319,00      | 54 113                 | 1,36                   | 591                    | 184 000   |
| Bélgica            | 11 720 716  | 529,55        | 4 921                  | 0,93                   | 392                    | 26 000    |
| Bulgária           | 6 966 899   | 70,13         | 1 079                  | 1,61                   | 132                    | 25 000    |
| Canadá             | 38 436 447  | 2 016,00      | 21 885                 | 1,27                   | 569                    | 72 000    |
| Chéquia            | 10 702 498  | 261,73        | 2 969                  | 1,19                   | 236                    | 26 000    |
| Croácia            | 4 227 746   | 63,17         | 1 072                  | 1,75                   | 238                    | 15 000    |
| Dinamarca          | 5869410     | 360,51        | 4 760                  | 1,35                   | 760                    | 17 000    |
| Eslováquia         | 5 440 602   | 111,87        | 1 905                  | 1,74                   | 322                    | 13 000    |
| Eslovênia          | 2 102 678   | 56,85         | 581                    | 1,04                   | 253                    | 6 800     |
| Espanha            | 47 450 795  | 1 450,00      | 13 156                 | 0,92                   | 264                    | 121 000   |
| Estados Unidos     | 332 639 102 | 22 320,00     | 730 149                | 3,42                   | 2072                   | 1 338 000 |
| Estónia            | 1 228 624   | 32,74         | 669                    | 2,13                   | 429                    | 6 300     |
| França             | 67 413 000  | 2 938,00      | 50 659                 | 1,84                   | 709                    | 208 000   |
| Grécia             | 10 718 565  | 211,64        | 4 844                  | 2,24                   | 431                    | 105 000   |
| Hungria            | 9 771 827   | 180,50        | 2 080                  | 1,21                   | 178                    | 20 000    |
| Islândia           | 350 734     | 24,24         | —                      | —                      | —                      | —         |
| Itália             | 60 317 116  | 2 106,00      | 24 482                 | 1,22                   | 385                    | 179 000   |
| Letônia            | 1 881 232   | 36,77         | 724                    | 2,01                   | 325                    | 6 400     |
| Lituânia           | 2 731 464   | 56,23         | 1 084                  | 2,13                   | 336                    | 20 521    |
| Luxemburgo         | 628 381     | 72,99         | 391                    | 0,55                   | 552                    | 900       |
| Macedônia do Norte | 2 125 971   | 13,33         | 108                    | 1,09                   | 51                     | 7 200     |
| Montenegro         | 609 859     | 5,69          | 92                     | 1,65                   | 126                    | 1 600     |
| Noruega            | 5 467 439   | 422,06        | 7 179                  | 1,70                   | 1308                   | 20 000    |
| Países Baixos      | 17 674 000  | 1 012,99      | 12 419                 | 1,35                   | 655                    | 41 000    |
| Polónia            | 38 282 325  | 606,73        | 11 971                 | 2,01                   | 296                    | 123 000   |
| Portugal           | 10 344 802  | 251,70        | 3 358                  | 1,41                   | 299                    | 30 000    |
| Reino Unido        | 67 081 000  | 3 108,00      | 60 376                 | 2,13                   | 979                    | 144 000   |
| Roménia            | 21 302 893  | 261,87        | 5 043                  | 2,04                   | 225                    | 69 000    |
| Turquia            | 83 614 362  | 794,53        | 13 919                 | 1,89                   | 225                    | 435 000   |
| OTAN               | 951 214 086 | 42 444,53     | 1 036 077              | 2,51                   | 1045                   | 3 258 000 |